# Parc Platzspitz

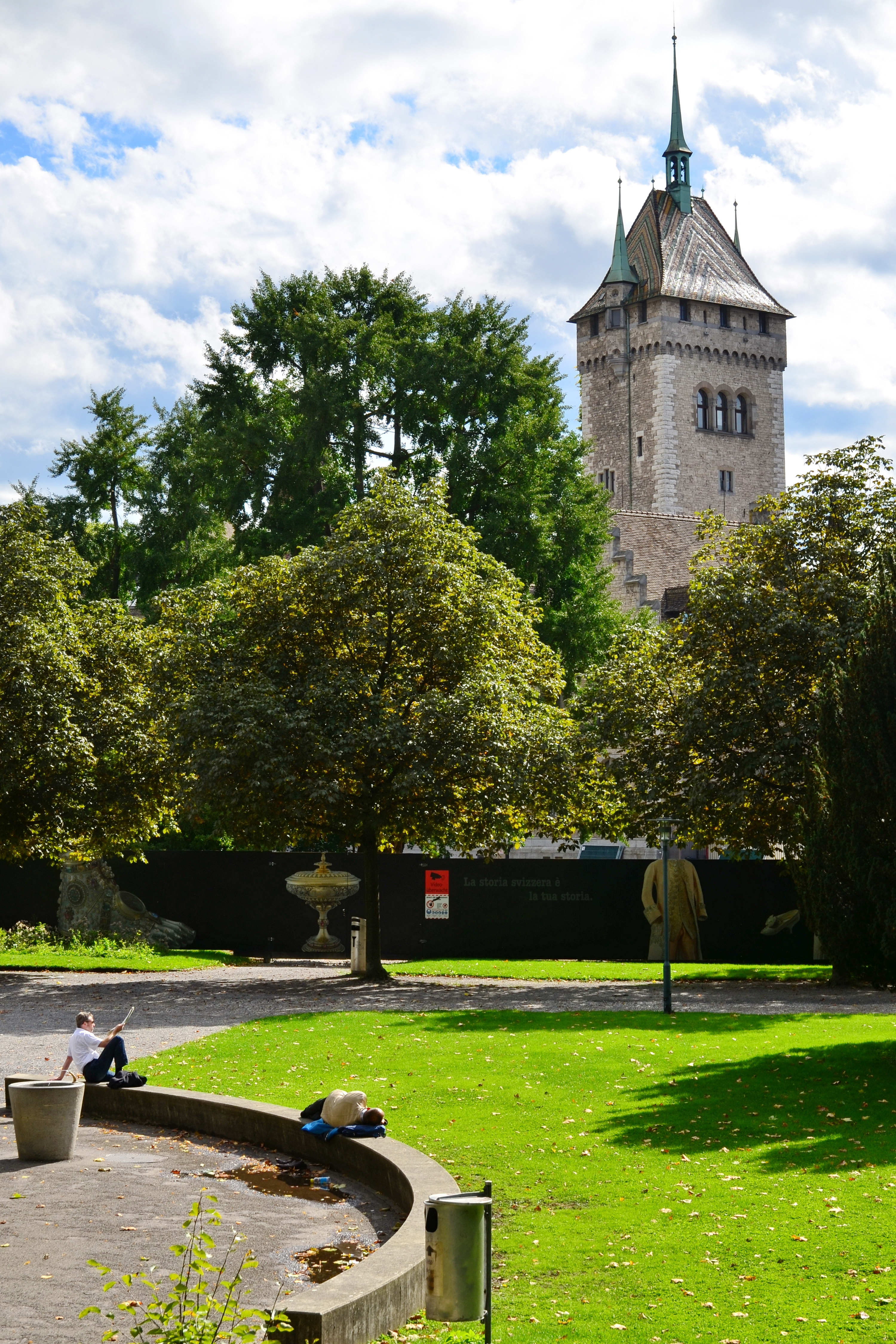
Vue sur le parc Platzspitz.

Le parc Platzspitz est un parc zurichois situé à côté du Musée national suisse . 

## Biographie
L'histoire du parc remonte au Moyen Âge. Situé entre les rivières Sihl et Limmat, il était à l'origine utilisé comme terrain de chasse et de tir au XIVe siècle et, à la fin du XVIIIe siècle, le parc fut également orné d'une belle architecture baroque. 

### Années 1980 et 1990: scène ouverte de la drogue
Au cours des années 1980, les héroïnomanes se rassemblaient souvent dans le parc et les tentatives de les disperser ne faisaient que les regrouper ailleurs. Ainsi, en 1987, les autorités ont décidé d'autoriser l'utilisation et la vente de drogues illicites dans le parc afin de contenir le problème croissant de la drogue à Zurich. La police n'était pas autorisée à entrer dans le parc ni à procéder à des arrestations. Des aiguilles propres ont été distribuées aux toxicomanes dans le cadre du projet pilote d'intervention de Zurich, ou programme ZIPP-AIDS.
Cependant, le manque de contrôle sur ce qui se passait dans le parc a causé une multitude de problèmes. Des trafiquants et des consommateurs de drogue sont arrivés de toute l'Europe et le crime est devenu monnaie courante alors que les trafiquants se battaient pour le contrôle et que des toxicomanes (jusqu'à 20 000 personnes) volaient pour soutenir leur habitude. Les jardins autrefois magnifiques s'étaient dégradés en boue et en aiguilles, et les services d'urgence ont été submergés par le nombre de surdoses. Platzspitz, ou « Needle Park », comme on l'appelait à l'époque, est devenu une source d'embarras pour le conseil administratif de la ville de Zurich et, en 1992, la police est intervenue pour nettoyer le parc,.
En 2020, le film Les Enfants du Platzspitz (en allemand Platzspitzbaby) retrace l'histoire de cette période. Le film est basé sur le livre autobiographique Meine Mutter, ihre Drogen und ich de Michelle Halbheer, publié en 2013.

### De nos jours
Aujourd'hui, Platzspitz a été nettoyé et restauré et est présenté par les autorités comme un jardin paisible et familial.

## Vestige de l'exposition nationale

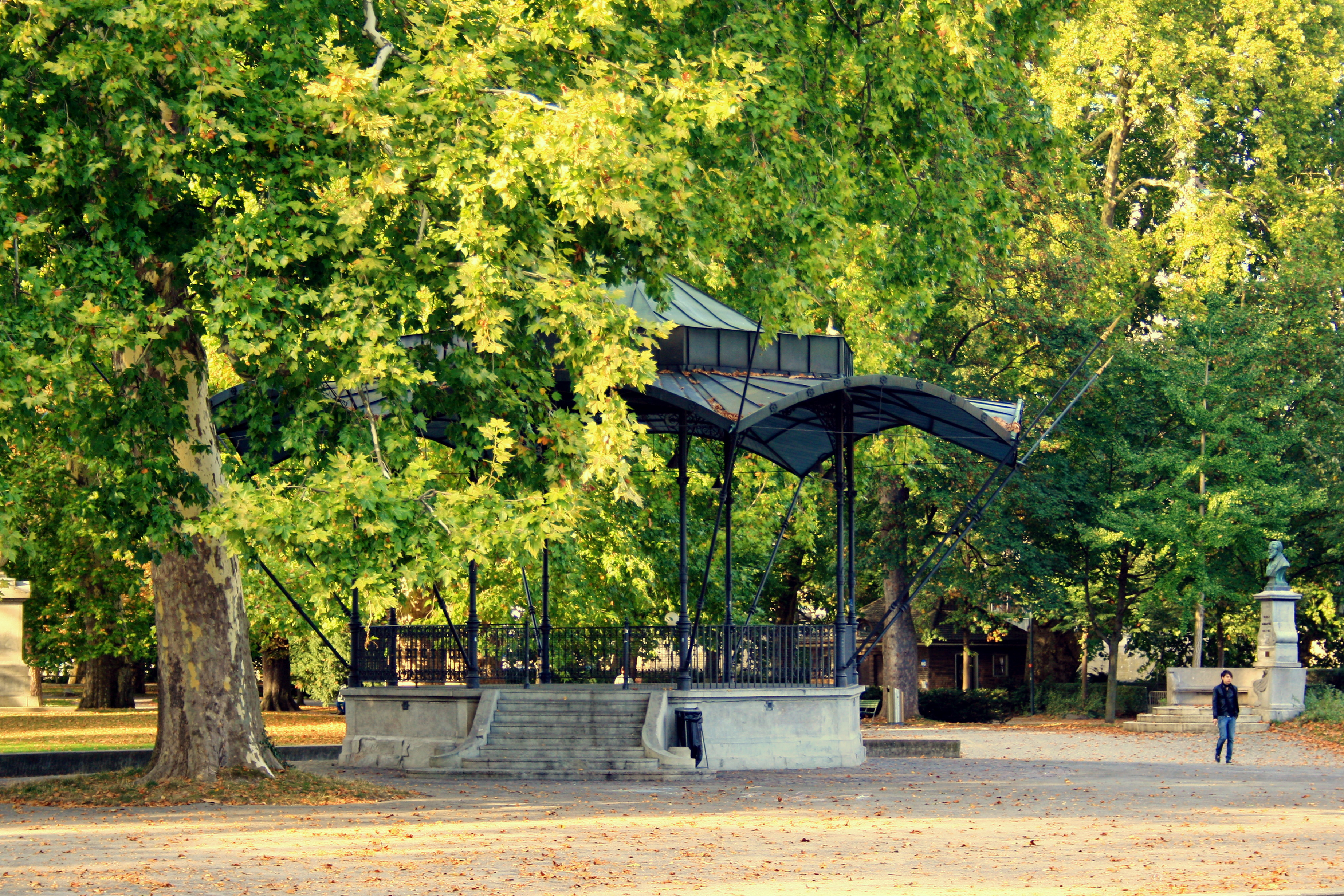
Le gazébo dans le parc Platzspitz.

Le gazébo qui se trouve juste derrière le Musée national suisse est une structure remarquable. Il est très proche de la gare principale de Zurich. Le gazébo est un vestige de la première exposition nationale suisse en 1883. Il a été construit pour être un pavillon musical, une fonction qu’il remplit toujours.